# Phlegmariurus
Genre
Phlegmariurus est un genre de plantes lycophytes de la famille des Lycopodiaceae. Le genre est reconnu par la classification PPG I (2016), mais pas par d'autres sources, qui le maintiennent dans Huperzia largement défini. Ces plantes sont appelées « Hanging firmoss » en anglais.

## Taxonomie

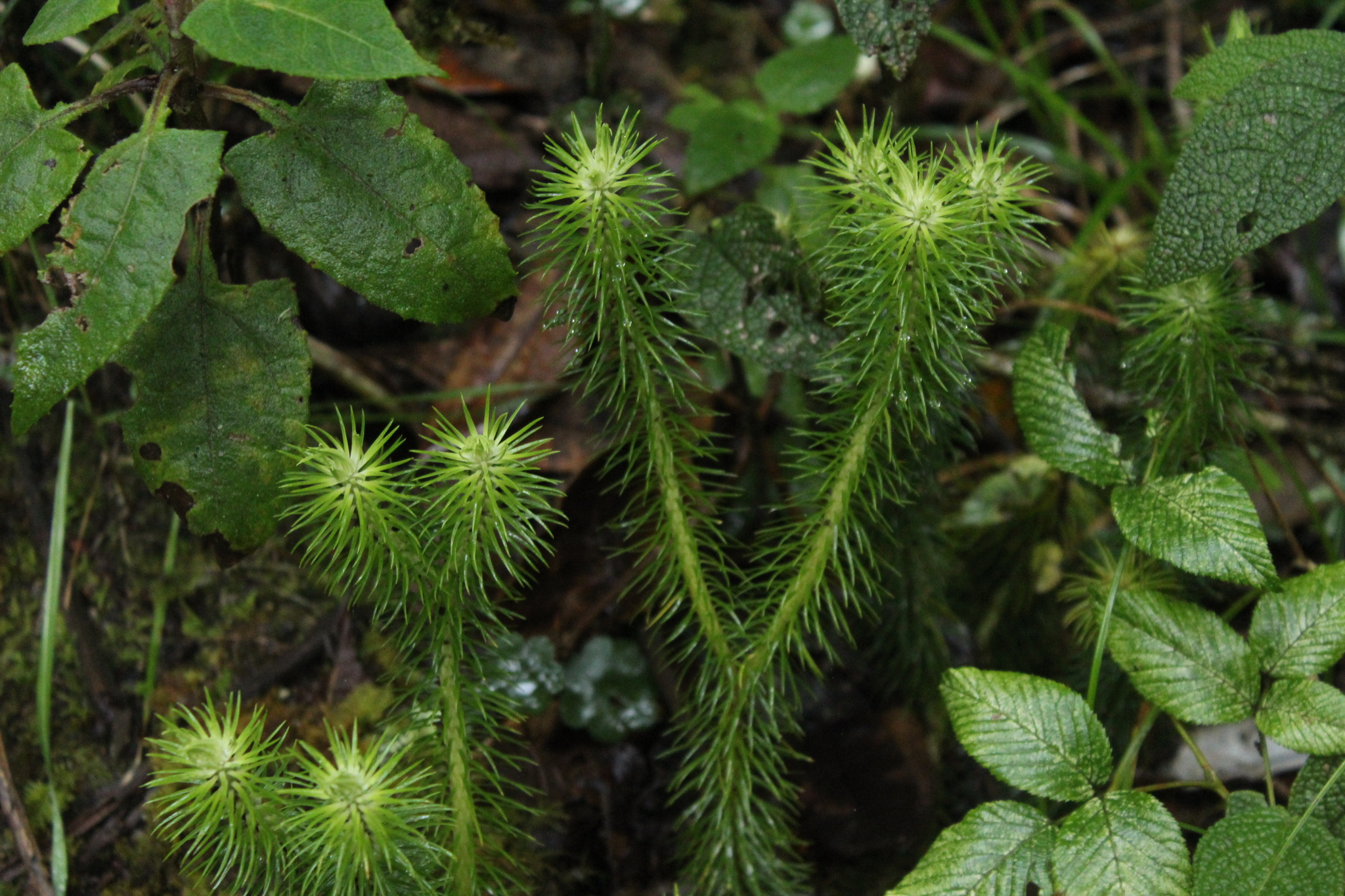
Phlegmariurus hippurideus.

Le genre a été décrit pour la première fois en 1909 par Wilhelm Herter comme la section Phlegmariurus du genre Lycopodium. La section a été élevée au rang de genre par Josef Ludwig Holub en 1964.
Au sein de la famille des Lycopodiaceae, Phlegmariurus est placé dans la sous-famille des Huperzioideae. Une étude phylogénétique réalisée en 2016, utilisant à la fois des données moléculaires et morphologiques, a conclu qu'une division en un ou trois genres de la sous-famille produisait des taxons monophylétiques. Les auteurs ont préféré la division en trois genres, reconnaissant Huperzia, Phlegmariurus et Phylloglossum. Leur hypothèse préférée pour les relations entre les trois genres était la suivante :
|  | \| \| Phylloglossum \| \| \| \| \| \| Huperzia \| \| \| \| |
|  |                                                            |
|  | Phlegmariurus                                              |
|  |                                                            |
|  | Phylloglossum                                              |
|  |                                                            |
|  | Huperzia                                                   |
|  |                                                            |

|  | Phylloglossum |
|  |               |
|  | Huperzia      |
|  |               |

La majorité des espèces autrefois placées dans le groupe Huperzia au sens large appartiennent à Phlegmariurus. Cependant, les genres sont difficiles à séparer morphologiquement, et d'autres,, préfèrent la fusion dans le seul genre Huperzia.

## Liste des espèces
Selon GBIF (2 janvier 2024) :
- Phlegmariurus acerosus (Sw.) B.Øllg.
- Phlegmariurus acifolius (Rolleri) B.Øllg.
- Phlegmariurus acutus (Rolleri) B.Øllg.
- Phlegmariurus affinis (Trevis.) B.Øllg.
- Phlegmariurus afromontanus (Pic.Serm.) A.R.Field & Bostock
- Phlegmariurus afromontanus Pic.Serm.
- Phlegmariurus ambrensis (Rakotondr.) A.R.Field & Bauret
- Phlegmariurus amentaceus (B.Øllg.) B.Øllg.
- Phlegmariurus andinus (Rosenst.) B.Øllg.
- Phlegmariurus apolinarimarii (Nessel)
- Phlegmariurus aqualupianus (Spring) B.Øllg.
- Phlegmariurus arcuatus (B.Øllg.) B.Øllg.
- Phlegmariurus ascendens (Nessel) B.Øllg.
- Phlegmariurus attenuatus (Spring) B.Øllg.
- Phlegmariurus australis (Willd.) A.R.Field
- Phlegmariurus austroecuadoricus (B.Øllg.) B.Øllg.
- Phlegmariurus austrosinicus (Ching) Li Bing Zhang
- Phlegmariurus axillaris (Roxb.)
- Phlegmariurus badinianus (B.Øllg. & P.G.Windisch) B.Øllg.
- Phlegmariurus balansae (Herter) A.R.Field & Bostock
- Phlegmariurus bampsianus (Pic.Serm.) A.R.Field & Bostock
- Phlegmariurus banayanicus (Herter) A.R.Field & Bostock
- Phlegmariurus beitelii (B.Øllg.) B.Øllg.
- Phlegmariurus biformis (Hook.) B.Øllg.
- Phlegmariurus billardierei (Spring) Trevis.
- Phlegmariurus binervius (Herter) B.Øllg.
- Phlegmariurus bolanicus (Rosenst.) A.R.Field & Bostock
- Phlegmariurus brachiatus (Maxon) B.Øllg.
- Phlegmariurus brachystachys (Baker) A.R.Field & Bostock
- Phlegmariurus bradeorum (Christ) B.Øllg.
- Phlegmariurus brevifolius (Hook. & Grev.) B.Øllg.
- Phlegmariurus brongniartii (Spring) B.Øllg.
- Phlegmariurus buesii (Herter) B.Øllg.
- Phlegmariurus callitrichifolius (Mett.) B.Øllg.
- Phlegmariurus campianus (B.Øllg.) B.Øllg.
- Phlegmariurus cancellatus (Spring) Ching
- Phlegmariurus capellae (Herter) B.Øllg.
- Phlegmariurus capillaris (Sodiro) B.Øllg.
- Phlegmariurus carinatus (Desv. ex Poir.) Ching
- Phlegmariurus catacachiensis (Nessel) B.Øllg.
- Phlegmariurus cavifolius (C.Chr.) A.R.Field & Bostock
- Phlegmariurus chamaeleon (Herter) B.Øllg.
- Phlegmariurus changii T.Y.Hsieh
- Phlegmariurus chiricanus (Maxon) B.Øllg.
- Phlegmariurus christii (Silveira) B.Øllg.
- Phlegmariurus ciliatospiculatus B.Øllg.
- Phlegmariurus ciliolatus (B.Øllg.) B.Øllg.
- Phlegmariurus cleefianus (B.Øllg.) B.Øllg.
- Phlegmariurus cocuyensis B.Øllg.
- Phlegmariurus colanensis (B.Øllg.) B.Øllg.
- Phlegmariurus columnaris (B.Øllg.) B.Øllg.
- Phlegmariurus comans (Herter ex Nessel) B.Øllg.
- Phlegmariurus compactus (Hook.) B.Øllg.
- Phlegmariurus copelandianus (R.C.Y.Chou & Bartlett) A.R.Field
- Phlegmariurus coralium (Spring) A.R.Field & Bostock
- Phlegmariurus crassus (Humb. & Bonpl. ex Willd.) B.Øllg.
- Phlegmariurus creber (Alderw.) A.R.Field & Bostock
- Phlegmariurus crucis-australis (Herter) B.Øllg.
- Phlegmariurus cruentus (Spring) B.Øllg.
- Phlegmariurus cryptomerinus (Maxim.) Satou
- Phlegmariurus cubana (Herter)
- Phlegmariurus cuernavacensis (Underw. & F.E.Lloyd) B.Øllg.
- Phlegmariurus cumingii (Nessel) B.Øllg.
- Phlegmariurus cuneifolius (Hieron.) B.Øllg.
- Phlegmariurus cunninghamioides (Hayata) Ching
- Phlegmariurus curiosus (Herter) A.R.Field & Bostock
- Phlegmariurus curvifolius (Kunze) B.Øllg.
- Phlegmariurus dacrydioides (Baker) A.R.Field & Bostock
- Phlegmariurus dalhousieanus (Spring) A.R.Field & Bostock
- Phlegmariurus darwinianus (Herter ex Nessel) B.Øllg.
- Phlegmariurus delbrueckii (Herter) A.R.Field & Bostock
- Phlegmariurus deminuens (Herter) B.Øllg.
- Phlegmariurus dentatus (Herter) Arana
- Phlegmariurus dianae (Herter) B.Øllg.
- Phlegmariurus dichaeoides (Maxon) B.Øllg.
- Phlegmariurus dichotomus (Jacq.) W.H.Wagner
- Phlegmariurus dielsii (Herter) A.R.Field & Bostock
- Phlegmariurus divergens (Alderw.) A.R.Field & Testo
- Phlegmariurus durus (Pic.Serm.) A.R.Field & Bostock
- Phlegmariurus echinatus (Spring) B.Øllg.
- Phlegmariurus ellenbeckii (Nessel) A.R.Field & Bostock
- Phlegmariurus elmeri (Herter) A.R.Field & Bostock
- Phlegmariurus engleri (Hieron. & Herter) B.Øllg.
- Phlegmariurus eremorum (Rolleri) B.Øllg.
- Phlegmariurus ericifolius (C.Presl) B.Øllg.
- Phlegmariurus erythrocaulos (Fée) B.Øllg.
- Phlegmariurus espinosanus (B.Øllg.) B.Øllg.
- Phlegmariurus eversus (Poir.) B.Øllg.
- Phlegmariurus fargesii (Herter) Ching
- Phlegmariurus filicaulos (Copel.) A.R.Field & Testo
- Phlegmariurus filiformis (Sw.) B.Øllg.
- Phlegmariurus filiformis (Sw.) W.H.Wagner
- Phlegmariurus firmus (Mett.) B.Øllg.
- Phlegmariurus flagellaceus (Kuhn) A.R.Field & Bostock
- Phlegmariurus flexibilis (Fée) B.Øllg.
- Phlegmariurus foliaceus (Maxon) B.Øllg.
- Phlegmariurus foliosus (Copel.) A.R.Field & Bostock
- Phlegmariurus fontinaloides (Spring) B.Øllg.
- Phlegmariurus fordii (Baker) Ching
- Phlegmariurus friburgensis (Herter ex Nessel & Hoehne) B.Øllg.
- Phlegmariurus funiculus (Herter)
- Phlegmariurus funiformis (Cham. ex Spring) B.Øllg.
- Phlegmariurus gagnepainianus (Herter) A.R.Field & Bostock
- Phlegmariurus galapagensis (O.J.Hamann) B.Øllg.
- Phlegmariurus giganteus (Herter) A.R.Field & Bostock
- Phlegmariurus gnidioides (L.fil.) A.R.Field & Bostock
- Phlegmariurus goebelii (Nessel) A.R.Field & Bostock
- Phlegmariurus gracilis A.Rojas & R.Calderón
- Phlegmariurus guangdongensis Ching
- Phlegmariurus gunturensis (Alderw.) A.R.Field & Bostock
- Phlegmariurus haeckelii (Herter) A.R.Field & Testo
- Phlegmariurus haitensis (Herter)
- Phlegmariurus hamiltonii (Spreng.) Á.Löve & D.Löve
- Phlegmariurus harmsii (Nessel) A.R.Field & Bostock
- Phlegmariurus hartwegianus (Spring) B.Øllg.
- Phlegmariurus hastatus (B.Øllg.) B.Øllg.
- Phlegmariurus hellwigii (Warb.) A.R.Field & Bostock
- Phlegmariurus hemleri (Nessel) B.Øllg.
- Phlegmariurus henryi (Baker) Ching
- Phlegmariurus heterocarpos (Fée) B.Øllg.
- Phlegmariurus heteroclitus (Desv. ex Poir.) B.Øllg.
- Phlegmariurus hexastichus (B.Øllg. & P.G.Windisch) B.Øllg.
- Phlegmariurus hildebrandtii (Herter) A.R.Field & Bauret
- Phlegmariurus hippurideus (Christ) B.Øllg.
- Phlegmariurus hippuris (Desv. ex Poir.) A.R.Field & Testo
- Phlegmariurus hoffmannii (Maxon) B.Øllg.
- Phlegmariurus hohenackeri (Herter) B.Øllg.
- Phlegmariurus holstii (Hieron.) A.R.Field & Bostock
- Phlegmariurus homocarpus (Herter) B.Øllg.
- Phlegmariurus horizontalis (Nessel) A.R.Field & Bostock
- Phlegmariurus huberi (B.Øllg.) B.Øllg.
- Phlegmariurus hugoi B.Øllg.
- Phlegmariurus humbertii (Nessel) A.R.Field & Bostock
- Phlegmariurus humbertii-henrici (Herter) A.R.Field & Bostock
- Phlegmariurus hypogaeus (B.Øllg.) B.Øllg.
- Phlegmariurus hystrix (Herter) B.Øllg.
- Phlegmariurus idroboi B.Øllg.
- Phlegmariurus iminii Kiew
- Phlegmariurus insularis (Carmich.)
- Phlegmariurus intermedius (Trevis.) B.Øllg.
- Phlegmariurus itambensis (B.Øllg. & P.G.Windisch) B.Øllg.
- Phlegmariurus jaegeri (Herter) A.R.Field & Bostock
- Phlegmariurus josesantae B.Øllg.
- Phlegmariurus kajewskii (Copel.) A.R.Field & Testo
- Phlegmariurus killipii (Herter) B.Øllg.
- Phlegmariurus kuesteri (Nessel) B.Øllg.
- Phlegmariurus kwangtungensis C.Y.Yang
- Phlegmariurus lancifolius (Maxon) B.Øllg.
- Phlegmariurus lauterbachii (E.Pritz. ex K.Schum. & Lauterb.) A.R.Field & Bostock
- Phlegmariurus lecomteanus (Nessel) A.R.Field & Bostock
- Phlegmariurus ledermannii (Herter) A.R.Field & Bostock
- Phlegmariurus lehnertii Testo
- Phlegmariurus leptodon (Maxon ex Herter)
- Phlegmariurus lignosus (Herter) B.Øllg.
- Phlegmariurus lindenii (Spring) B.Øllg.
- Phlegmariurus linifolius (L.) B.Øllg.
- Phlegmariurus llanganatensis (B.Øllg.) B.Øllg.
- Phlegmariurus lockyeri (D.L.Jones & B.Gray) A.R.Field & Bostock
- Phlegmariurus loefgrenianus (Silveira) B.Øllg.
- Phlegmariurus longus (Copel.) A.R.Field & Bostock
- Phlegmariurus loxensis (B.Øllg.) B.Øllg.
- Phlegmariurus luteynii B.Øllg.
- Phlegmariurus macbridei (Herter) B.Øllg.
- Phlegmariurus macgregorii (Baker) A.R.Field & Bostock
- Phlegmariurus macrostachys (Hook. ex Spring) N.C.Nair & S.R.Ghosh
- Phlegmariurus magnusianus (Herter) A.R.Field & Testo
- Phlegmariurus mandiocanus (Raddi) B.Øllg.
- Phlegmariurus mannii (Hillebr.) W.H.Wagner
- Phlegmariurus marsupiiformis (D.L.Jones & B.Gray) A.R.Field & Bostock
- Phlegmariurus martii (Wawra) B.Øllg.
- Phlegmariurus megastachyus (Baker) A.R.Field & Bostock
- Phlegmariurus melanesicus (Brownlie) A.R.Field & Testo
- Phlegmariurus merrillii (Herter) A.R.Field & Bostock
- Phlegmariurus mesoamericanus (B.Øllg.) B.Øllg.
- Phlegmariurus mexicanus (Herter) B.Øllg.
- Phlegmariurus milbraedii (Herter) A.R.Field & Bostock, 2013
- Phlegmariurus mildbraedii (Herter) A.R.Field & Bostock
- Phlegmariurus mingcheensis Ching
- Phlegmariurus minutifolius (Alderw.) A.R.Field & Bostock
- Phlegmariurus mirabilis (Willd.) A.R.Field & Testo
- Phlegmariurus mollicomus (Spring) B.Øllg.
- Phlegmariurus monticola Kiew
- Phlegmariurus mooreanus (Sander ex Baker) B.Øllg.
- Phlegmariurus multifarius (Alderw.) A.R.Field & Bostock
- Phlegmariurus myrsinites (Lam.) B.Øllg.
- Phlegmariurus myrtifolius (G.Forst.) A.R.Field & Bostock
- Phlegmariurus myrtuosus (Spring) B.Øllg.
- Phlegmariurus neocaledonicus (Nessel) A.R.Field & Bostock
- Phlegmariurus nesselii (Brause ex Nessel) B.Øllg.
- Phlegmariurus niligaricus (Spring) A.R.Field & Testo
- Phlegmariurus nudus (Christ ex Nessel & Hoehne) B.Øllg.
- Phlegmariurus nummulariifolius (Blume) Ching
- Phlegmariurus nutans (Brack.) W.H.Wagner
- Phlegmariurus nyalamensis (Ching & S.K.Wu) H.S.Kung & L.B.Zhang
- Phlegmariurus nylamensis (Ching & S.K.Wu) H.S.Kung & Li Bing Zhang
- Phlegmariurus obovalifolius (Bonap.) A.R.Field & Testo
- Phlegmariurus obtusifolius (P.Beauv.) A.R.Field & Bostock
- Phlegmariurus ocananus (Herter) B.Øllg.
- Phlegmariurus oceanianus (Herter) A.R.Field & Bostock
- Phlegmariurus oellgaardii (A.Rojas) B.Øllg.
- Phlegmariurus oltmannsii (Herter ex Nessel) A.R.Field & Bostock
- Phlegmariurus ophioglossoides (Lam.) A.R.Field & Bostock
- Phlegmariurus orizabae (Underw. & F.E.Lloyd) B.Øllg.
- Phlegmariurus ovatifolius (Ching) W.M.Chu ex H.S.Kung & Li Bing Zhang
- Phlegmariurus pachyphyllus (Kuhn ex Herter) A.R.Field & Testo
- Phlegmariurus pachyskelos B.Øllg.
- Phlegmariurus parksii (Copel.) A.R.Field & Bostock
- Phlegmariurus patentissimus (Alderw.) A.R.Field & Bostock
- Phlegmariurus pecten (Baker) A.R.Field & Bostock
- Phlegmariurus perrerianus (Tardieu) A.R.Field & Bostock
- Phlegmariurus pflanzii (Nessel) B.Øllg.
- Phlegmariurus phlegmaria (L.) Holub
- Phlegmariurus phlegmarioides (Gaudich.) A.R.Field & Bostock
- Phlegmariurus phylicifolius (Desv. ex Poir.) B.Øllg.
- Phlegmariurus phyllanthus (Hook. & Arn.) R.D.Dixit
- Phlegmariurus picardae (Christ ex Krug) B.Øllg.
- Phlegmariurus pichianus (Tardieu) A.R.Field & Bostock
- Phlegmariurus pinifolius (Trevis.) Kiew
- Phlegmariurus pithyoides (Schltdl. & Cham.) B.Øllg.
- Phlegmariurus pittieri (Christ) B.Øllg.
- Phlegmariurus podocarpensis B.Øllg.
- Phlegmariurus polycarpos (Kunze) B.Øllg.
- Phlegmariurus polycladus (Sodiro)
- Phlegmariurus polydactylus (B.Øllg.) B.Øllg.
- Phlegmariurus polylepidetorum (B.Øllg.) B.Øllg.
- Phlegmariurus portoricensis (Underw. & F.E.Lloyd)
- Phlegmariurus pringlei (Underw. & F.E.Lloyd) B.Øllg.
- Phlegmariurus proliferus (Blume) A.R.Field & Bostock
- Phlegmariurus pruinosus (Hieron. & Herter) B.Øllg.
- Phlegmariurus pseudovarius (Brownlie) Rouhan & A.R.Field
- Phlegmariurus pulcherrimus (Hook. & Grev.) Á.Löve & D.Löve
- Phlegmariurus pungentifolius (Silveira) B.Øllg.
- Phlegmariurus quadrifariatus (Bory) B.Øllg.
- Phlegmariurus recurvifolius (Rolleri) B.Øllg.
- Phlegmariurus reflexus (Lam.) B.Øllg.
- Phlegmariurus regnellii (Maxon) B.Øllg.
- Phlegmariurus ribourtii (Herter) A.R.Field & Bostock
- Phlegmariurus riobambensis (Nessel) B.Øllg.
- Phlegmariurus robustus (Klotzsch) B.Øllg.
- Phlegmariurus rosenstockianus (Herter) B.Øllg.
- Phlegmariurus rostrifolius (Silveira) B.Øllg.
- Phlegmariurus ruber (Cham. & Schltdl.) B.Øllg.
- Phlegmariurus rubricus (Herter) A.R.Field & Bostock
- Phlegmariurus rufescens (Hook.) B.Øllg.
- Phlegmariurus rupicola (Alderw.) A.R.Field & Bostock
- Phlegmariurus sagasteguianus (B.Øllg.) B.Øllg.
- Phlegmariurus salvinioides (Herter) Ching
- Phlegmariurus samoanus (Herter ex Nessel) A.R.Field & Bostock
- Phlegmariurus sarmentosus (Spring) B.Øllg.
- Phlegmariurus saururus (Lam.) B.Øllg.
- Phlegmariurus scabridus (B.Øllg.) B.Øllg.
- Phlegmariurus schlechteri (E.Pritz.) A.R.Field & Bostock
- Phlegmariurus schlimii (Herter) B.Øllg.
- Phlegmariurus schmidtchenii (Hieron.) B.Øllg.
- Phlegmariurus sellifolius (B.Øllg.) B.Øllg.
- Phlegmariurus sellowianus (Herter) B.Øllg.
- Phlegmariurus serpentiformis (Herter) B.Øllg.
- Phlegmariurus setifolius (Alderw.) A.R.Field & Bostock
- Phlegmariurus shangsiensis C.Y.Yang
- Phlegmariurus shingianus R.H.Jiang & X.C.Zhang
- Phlegmariurus sieberianus (Spring) B.Øllg.
- Phlegmariurus sieboldii (Miq.) Ching
- Phlegmariurus silveirae (Herter ex Nessel & Hoehne) B.Øllg.
- Phlegmariurus silverstonei B.Øllg.
- Phlegmariurus sintenisii (Herter) B.Øllg.
- Phlegmariurus societensis (J.W.Moore) A.R.Field
- Phlegmariurus sooanus Lawalrée
- Phlegmariurus sooianus Lawalrée
- Phlegmariurus sotae (Rolleri) B.Øllg.
- Phlegmariurus sphagnicola B.Øllg.
- Phlegmariurus squarrosus (G.Forst.) Pasha & Gias, 1998
- Phlegmariurus squarrosus (G.Forst.) Á.Löve & D.Löve
- Phlegmariurus staudtii (Nessel) A.R.Field & Bostock
- Phlegmariurus stemmermanniae A.C.Medeiros & Wagner
- Phlegmariurus stephani B.Øllg.
- Phlegmariurus strictus (Baker) A.R.Field & Bostock
- Phlegmariurus subfalciformis (Alderw.) A.R.Field & Bostock
- Phlegmariurus subtubulosus (Herter)
- Phlegmariurus subulatus (Desv. ex Poir.) B.Øllg.
- Phlegmariurus tafaensis (Nessel) A.R.Field & C.W.Chen
- Phlegmariurus tafanensis (Nessel)
- Phlegmariurus talamancanus (B.Øllg.) B.Øllg.
- Phlegmariurus talamauanus (Alderw.) A.R.Field & Bostock
- Phlegmariurus talpiphilus (B.Øllg.) B.Øllg.
- Phlegmariurus tardieuae (Herter) A.R.Field & Testo
- Phlegmariurus tauri (Herter) A.R.Field & Testo
- Phlegmariurus taxifolius (Sw.) Á.Löve & D.Löve
- Phlegmariurus tenuicaulis (Underw. & F.E.Lloyd) B.Øllg.
- Phlegmariurus tenuis (Humb. & Bonpl. ex Willd.) B.Øllg.
- Phlegmariurus terrae-guilelmii (Herter) A.R.Field & Bostock
- Phlegmariurus tetragonus (Hook. & Grev.) B.Øllg.
- Phlegmariurus tetrastichoides (A.R.Field & Bostock) A.R.Field & Bostock
- Phlegmariurus tetrastichus (Kunze) A.R.Field & Bostock
- Phlegmariurus tico A.Rojas
- Phlegmariurus toppingii (Herter) A.R.Field & Bostock
- Phlegmariurus tournayanus Lawalrée
- Phlegmariurus transilla (Sodiro ex Baker) B.Øllg.
- Phlegmariurus treitubensis (Silveira) B.Øllg.
- Phlegmariurus trifoliatus (Copel.) A.R.Field & Bostock
- Phlegmariurus trigonus (C.Chr.) A.R.Field & Bostock
- Phlegmariurus tryonorum B.Øllg.
- Phlegmariurus tubulosus (Maxon) B.Øllg.
- Phlegmariurus ulixis (Herter) B.Øllg.
- Phlegmariurus unguiculatus (B.Øllg.) B.Øllg.
- Phlegmariurus urbanii (Herter) B.Øllg.
- Phlegmariurus vanuatuensis A.R.Field
- Phlegmariurus varius (R.Br.) A.R.Field & Bostock
- Phlegmariurus venezuelanicus (Herter) B.Øllg.
- Phlegmariurus vernicosus (Hook. & Grev.) Á.Löve & D.Löve
- Phlegmariurus verticillatus (L.fil.) A.R.Field & Testo
- Phlegmariurus villonacensis (B.Øllg.) B.Øllg.
- Phlegmariurus warneckei (Herter ex Nessel) A.R.Field & Testo
- Phlegmariurus watsonianus (Maxon) B.Øllg.
- Phlegmariurus weberbaueri (Nessel) B.Øllg.
- Phlegmariurus weddellii (Herter) B.Øllg.
- Phlegmariurus wilsonii (Underw. & F.E.Lloyd) B.Øllg.
- Phlegmariurus xiphophyllus (Baker) A.R.Field & Bostock
- Phlegmariurus yunfengii R.H.Jiang & X.C.Zhang
- Phlegmariurus yunnanensis Ching
- Phlegmariurus ×koolauensis W.H.Wagner